# Червеноклюна чинка
Червеноклюна чинка (Bucanetes githagineus) е вид птица от семейство Чинкови (Fringillidae).

## Разпространение и местообитание
Разпространен е в Азербайджан, Алжир, Армения, Афганистан, Джибути, Египет, Етиопия, Западна Сахара, Йемен, Израел, Индия, Йордания, Ирак, Иран, Испания, Казахстан, Катар, Киргизстан, Кувейт, Либия, Ливан, Мавритания, Мали, Малта, Мароко, Нигер, Обединените арабски емирства, Оман, Пакистан, Палестина, Саудитска Арабия, Сирия, Судан, Тунис, Туркменистан, Турция, Узбекистан и Чад.